# Narciso Lico Carrillo
Narciso Lico Carrillo (San Ildefonso Villa Alta, 18 de marzo de 1956-Oaxaca, 5 de agosto de 2015) fue un compositor y músico mexicano, promotor de la música de banda tradicional e impulsó la profesionalización de los músicos de comunidades rurales.

## Biografía
Vivió en San Bartolomé Zoogocho y San Melchor Betaza, en este último sitio comenzó su pasión por la música, la comenzó a aprender no con fines artísticos sino para colaborar a manera de tequio (trabajo colectivo con un fin benéfico para la comunidad). Fue miembro de la Banda de la Música del Estado de Oaxaca la cual dirigía Amador Pérez Torres, alías Dimas. Colaboró con las bandas de varios pueblos de su estado natal.
A mediados de la década de 1980 se trasladó a la Ciudad de México, en donde fue copista en la Orquesta Sinfónica del Ejército y en la Dirección de Música del Instituto Nacional de Bellas Artes (INBA). Participó con la Danzonera Acerina tocando la trompeta. Por otra parte, colaboró con Blas Galindo y Manuel Enríquez. 
Escribió más de 400 composiciones, las cuales abarcan los géneros de música tradicionales como el son, el jarabe, la obertura, la fantasía y el bolero. La obertura Identidad es una de sus obras que frecuentemente es interpretada por bandas de música. Falleció el 5 de agosto de 2015 en su estado natal mientras dirigía un sistema de agrupación musical comunitario del Consejo Nacional para la Cultura y las Artes (CONACULTA).

## Reconocimientos y distinciones
Durante el concierto inaugural de Instrumenta Oaxaca 2011 fue homenajeado por el titular de la Secretaría de Cultura del Estado de Oaxaca, Andrés Webster Henestrosa, y Alfredo Harp Helú. Asimismo se interpretó su obra Una sonrisa al corazón. En reconocimiento a su trayectoria artística y labor desempeñada para impulsar la música tradicional la Secretaría de Educación Pública le otorgó el Premio Nacional de Ciencias y Artes en el área de Artes y Tradiciones Populares en 2013.